# آبکافت اسید
آبکافت اسید در شیمی آلی، فرایندی است که در آن از یک پروتیک اسید (اسیدی که یک هیدروژن در پیوند با یک اکسیژن دارد) به عنوان فروکافت استفاده می‌شود تا یک پیوند شیمیایی را از راه واکنش جانشینی هسته‌دوستی و به اضافهٔ عنصرهای آب، تفکیک کند؛ برای نمونه می‌توان از دگرگونی سلولز یا نشاسته به گلوکز یاد کرد.
همچنین عبارت آبکافت اسید برای برخی واکنش‌های افزایشی هسته‌دوستی مانند فروکافت اسیدی آبکافت نیتریل به آمیدها نیز گفته می‌شود.